# Suspensionsätare
Suspensionsätare får sin föda genom att filtrera ut partiklar ur vattenmassan. Svampdjur, sessila djur, musslor och havstulpaner är exempel på suspensionsätare.